# 허진 (배우)
허진(한국 한자: 許眞, 본명: 허옥숙, 한국 한자: 許玉淑,, 1949년 10월 19일 (음력 8월 28일 ~ )은 대한민국의 배우이다.

## 학력
- 광주수피아여자고등학교 (졸업)
- 서라벌예술대학  연극영화학과 (졸업)
- 동국대학교 문화예술대학원 문예창작과 (졸업)

## 생애
- 6남매 중 막내로 태어나 10대부터 뚜렷한 이목구비로 남다른 미모를 뽐냈다.
- 1970년 북아메리카 미국으로 이민 하고 미국 로스엔젤레스 연극배우 데뷔 하였다.
- 1971년 TBC 공채 탤런트로 데뷔해 얼마 후 주연으로 급부상하며 신인상과 최우수 연기상을 수상하며 최고의 전성기를 누렸다.
- 이후 스크린과 브라운관을 넘나들며 서구적인 마스크와 남성을 홀리는 뇌쇄적인 매력을 발휘했다.[2]

- 1990년대 후반 이후 한동안 공백기를 가졌다가[3] 2003년 KBS1 《무인시대》로 안방극장 복귀를 했으나[4] 생활고 문제 등의 이유 때문에 2차 공백기를 가졌고 2013년 SBS 《세 번 결혼하는 여자》로 브라운관에 복귀했다.[5]

## 출연작

### 드라마
- 1975년 TBC 일일연속극 《셋방살이》
- 1981년 KBS2 월요드라마 《바위골 사람들》
- 1981년 KBS2 일일연속극 《혼자 사는 여자》
- 1983년 KBS2 주말연속극 《해빙》
- 1983년 KBS1 특집드라마 《그날》
- 1984년 KBS1 특집드라마 《딸의 미소》
- 1984년 KBS2 일일연속극 《가족》
- 1986년 KBS1 수요드라마 《나타리아》
- 1986년 KBS1 TV문학관 《B사감과 러브레터》
- 1987년 KBS2 일일연속극 《꼬치미》
- 1989년 KBS2 미니시리즈 《절반의 실패》
- 1991년 KBS1 일일연속극 《옛날의 금잔디》
- 1992년 KBS2 일일연속극 《해뜰날》
- 1992년 KBS1 특집드라마 《대리인》
- 1993년 KBS2 미니시리즈 《백색 미로》
- 1993년 KBS2 미니시리즈 《굿모닝 영동》
- 1994년 KBS2 일일연속극 《밥을 태우는 여자》
- 1994년 KBS2 미니시리즈 《폴리스》 ... 백두산의 부인 역
- 1994년 KBS2 미니시리즈 《무당》
- 1994년 SBS 아침연속극 《행복하고 싶어요》 ... 오강희 역
- 1995년 KBS2 미니시리즈 《창공》 ... 박찬영의 어머니 역
- 1996년 KBS1 대하드라마 《용의 눈물》 ... 선빈안씨 수발 상궁 역
- 1998년 SBS 일일시트콤 《순풍산부인과》
- 1998년 KBS2 미니시리즈 《진달래꽃 필 때까지》 ... 김경희 역
- 2002년 SBS 아침연속극 《얼음꽃》 ... 태석 모 역 (특별출연)
- 2003년 KBS1 대하드라마 《무인시대》 ... 조 상궁 역
- 2013년 SBS 주말 특별기획 《세번 결혼하는 여자》 ... 임실댁 역
- 2014년 tvN 금요드라마 《꽃할배 수사대》 ... 강소리 母 역 (특별출연)
- 2014년 TV조선 주말연속극 《백년의 신부》
- 2014년 KBS2 저녁 일일드라마 《달콤한 비밀》 ... 이해방 역
- 2015년 KBS1 전원드라마 《오! 할매》 ... 김청자 역
- 2017년 KBS2 저녁 일일드라마 《다시, 첫사랑》
- 2018년 tvN 단막극 《드라마 스테이지 - 문집》
- 2018년 tvN 금요드라마 《톱스타 유백이》 ... 장흥댁 역
- 2019년 MBC 수목드라마 《봄이 오나 봄》 ... 공말심(70세) 역 - 박윤철의 어머니, 이봄의 시어머니
- 2019년 넷플릭스 드라마 《킹덤》 ... 병마절도사 노마님 역
- 2019년 kbc UHD 특별기획드라마 《환상의 타이밍》 ... 여봉할매 역
- 2022년 KBS2 단막극 《KBS 드라마 스페셜  - TV 시네마 귀못》 ... 왕할머니 역
- 2023년 JTBC 토일드라마 《신성한, 이혼》 ... 박을분 역

### 영화
- 1974년 《사랑이 있는 곳에》
- 1976년 《여수 407호》
- 1976년 《속, 여수 407호》
- 1976년 《맨발의 억순이》
- 1978년 《망명의 늪》
- 1979년 《마지막 찻잔》
- 1980년 《월녀의 한》
- 1980년 《매일 죽는 남자》
- 1981년 《'81 0번 아가씨》
- 1982년 《평양박치기》
- 1982년 《요권괴권》
- 1983년 《장미와 도박사》
- 1983년 《마계의 딸》
- 1984년 《이혼법정》
- 1984년 《그 여름의 마지막 날》
- 1986년 《허튼 소리》
- 1988년 《합궁》
- 1988년 《변강쇠 3》
- 1989년 《파행》
- 1989년 《위험한 욕정》
- 1991년 《이태원 밤하늘엔 미국 달이 뜨는가》
- 1991년 《뻘》
- 1992년 《미지의 흰새》
- 2016년 《나를 잊지 말아요》
- 2016년 《곡성》
- 2017년 《길》
- 2017년 《장산범》
- 2018년 《암수살인》 - 지희 할매 역
- 2019년 《메이트》 - 캘리 작가 역
- 2020년 《조제》 - 다복 역
- 2022년 《매미소리》 - 왕매자 역
- 2022년 《귀못》 - 왕할머니 역
- 2023년 《리턴 투 서울》 - 한국 할머니 역
- 2024년 《딸에 대하여》 - 이제희 역
- 2024년 《소방관》 - 순자 역
- 개봉 미정 《내 나이가 어때서》 - 서경애 역